# Rosoy-en-Multien
Rosoy-en-Multien és un municipi francès, situat al departament de l'Oise i a la regió dels Alts de França. L'any 2007 tenia 485 habitants.

## Demografia

### Població
El 2007 la població de fet de Rosoy-en-Multien era de 485 persones. Hi havia 160 famílies de les quals 16 eren unipersonals (12 homes vivint sols i 4 dones vivint soles), 39 parelles sense fills, 82 parelles amb fills i 23 famílies monoparentals amb fills.
La població ha evolucionat segons el següent gràfic:
Habitants censats

### Habitatges
El 2007 hi havia 184 habitatges, 163 eren l'habitatge principal de la família, 6 eren segones residències i 14 estaven desocupats. 177 eren cases i 3 eren apartaments. Dels 163 habitatges principals, 140 estaven ocupats pels seus propietaris, 22 estaven llogats i ocupats pels llogaters i 1 estava cedit a títol gratuït; 1 tenia una cambra, 6 en tenien dues, 21 en tenien tres, 45 en tenien quatre i 91 en tenien cinc o més. 140 habitatges disposaven pel capbaix d'una plaça de pàrquing. A 62 habitatges hi havia un automòbil i a 95 n'hi havia dos o més.

### Piràmide de població
La piràmide de població per edats i sexe el 2009 era:
| Homes | Edats   | Dones |
| ----- | ------- | ----- |
| 0     | 95 o +  | 0     |
| 0     | 90 a 94 | 0     |
| 0     | 85 a 89 | 0     |
| 4     | 80 a 84 | 4     |
| 0     | 75 a 79 | 4     |
| 12    | 70 a 74 | 12    |
| 0     | 65 a 69 | 12    |
| 0     | 60 a 64 | 4     |
| 8     | 55 a 59 | 4     |
| 36    | 50 a 54 | 24    |
| 12    | 45 a 49 | 20    |
| 28    | 40 a 44 | 16    |
| 20    | 35 a 39 | 20    |
| 8     | 30 a 34 | 16    |
| 12    | 25 a 29 | 4     |
| 4     | 20 a 24 | 32    |
| 24    | 15 a 19 | 20    |
| 20    | 10 a 14 | 16    |
| 28    | 5 a 9   | 12    |
| 12    | 0 a 4   | 4     |

## Economia
El 2007 la població en edat de treballar era de 326 persones, 246 eren actives i 80 eren inactives. De les 246 persones actives 233 estaven ocupades (130 homes i 103 dones) i 13 estaven aturades (8 homes i 5 dones). De les 80 persones inactives 24 estaven jubilades, 26 estaven estudiant i 30 estaven classificades com a «altres inactius».

### Ingressos
El 2009 a Rosoy-en-Multien hi havia 162 unitats fiscals que integraven 463 persones, la mediana anual d'ingressos fiscals per persona era de 19.880 €.

### Activitats econòmiques
Dels 13 establiments que hi havia el 2007, 3 eren d'empreses de fabricació d'altres productes industrials, 1 d'una empresa de construcció, 5 d'empreses de comerç i reparació d'automòbils, 2 d'empreses d'hostatgeria i restauració i 2 d'empreses de serveis.
L'únic servei als particulars que hi havia el 2009 era una empresa de construcció.
L'únic establiment comercial que hi havia el 2009 era una carnisseria.
L'any 2000 a Rosoy-en-Multien hi havia 4 explotacions agrícoles.

## Equipaments sanitaris i escolars
El 2009 hi havia una escola elemental integrada dins d'un grup escolar amb les comunes properes formant una escola dispersa.

## Poblacions més properes
El següent diagrama mostra les poblacions més properes.